# Apijeva cesta
Ápijeva césta (latinsko Via Appia) je ena najzgodnejših in strateško najpomembnejših rimskih cest starodavne republike. Povezovala je Rim z Brindisijem v jugovzhodni Italiji. Na njen pomen kaže njegovo splošno ime, ki ga je zapisal Statij, Appia longarum... regina viarum ("Apijeva pot, kraljica dolgih cest").
Cesta je poimenovana po Apiju Klavdiju Slepem, rimskem cenzorju, ki je začel in dokončal prvi odsek kot vojaško cesto proti jugu leta 312 pred našim štetjem  med samnitskimi vojnami. Sprva je povezovala Rim s Kapuo, pozneje pa je vodila do Taranta in Brindisija. Cesta, ki je bila grajena na kamniti podlagi in prekrita s ploščatimi kamni je bila dobro ohranjena in uporabna preko deset stoletij. Od Vie Appie se je odcepilo več vzporednih cest, od katerih je najpomembnejša via Appia Traiana, ki se je v Beneventu odcepila proti Bariju na obali Jadranskega morja in ob njej nadaljevala do Brindisija. Celotna dolžina ceste je bila 590 km.
Leta 2024 je bila vpisana na seznam Unescove svetovne dediščine.

## Izvor

### Potreba po cestah
Apijeva cesta je bila rimska cesta, ki se je uporabljala kot glavna cesta za vojaško oskrbo od svoje izgradnje v ta namen leta 312 pred našim štetjem.
Bila je prva dolga cesta, zgrajena posebej za prevoz vojakov izven manjše regije večjega Rima (to je bilo bistveno za Rimljane). Nekaj cest izven zgodnjega mesta je bilo etruščanskih in je vodilo predvsem v Etrurijo. Do pozne republike so se Rimljani razširili po večini Italije in so bili mojstri gradnje cest. Njihove ceste so se začele v Rimu, kjer je bil glavni itinerarium ali seznam ciljev ob cestah, in so segale do meja njihove domene – od tod tudi izraz »Vse ceste vodijo v Rim«.

### Samnitske vojne
Rimljani so bili naklonjeni prebivalcem Kampanije, ki so tako kot sami, vodili svoje začetke do Etruščanov. Samnitske vojne so sprožili Samniti, ko se je Rim poskušal združiti z mestom Capua v Kampaniji. Govorci italskega jezika v Laciju so bili že zdavnaj pokorjeni in vključeni v rimsko državo. Odgovorni so bili za spremembo Rima iz pretežno etruščanske v predvsem italsko državo.
Gosta populacija suverenih Samnitov je ostala v gorah severno od Capue, ki je bila severno od grškega mesta Neapolis (je bilo starodavno mesto v Apuliji v Italiji, ki ga noben starodavni pisatelj ne omenja, vendar o njegovem obstoju pričajo njegovi kovanci). Okoli leta 343 pred našim štetjem sta Rim in Capua poskušala skleniti zavezništvo. Samniti so se odzvali z vojaško silo.

### Pregrada Pontijskega barja
Med Capuo in Rimom je ležalo Pontijsko barje (Pomptinae paludes), barje, okuženo z malarijo. Vijugasta obalna cesta se je vila med Ostijo ob ustju Tibere in Neapolisom. Via Latina je sledila svoji starodavni in komaj bolj dostopni cesti ob vznožju Monti Laziali in Monti Lepini, ki sta vidna nad nekdanjim močvirjem.
V prvi samnitski vojni (343–341 pr. n. št.) so Rimljani ugotovili, da ne morejo podpreti ali oskrbeti čet na polju proti Samnitom čez močvirje. Upor Latinske lige je še dodatno izčrpal njihova sredstva. Opustili so poskus zavezništva in se poravnali s Samnijem.

### Kolonizacija na jugovzhodu
Rimljani so le čakali, medtem ko so iskali rešitev. Prvi odgovor je bila kolonija, "obdelovanje" naseljencev iz Rima, ki bi ohranili stalno bazo delovanja. Druga samnitska vojna (327–304 pr.n.št.) je izbruhnila, ko je Rim poskušal postaviti kolonijo v Calesu leta 334 pr. n. št. in ponovno v mestu Fregellae leta 328 pr. n. št. na drugi strani močvirja. Samniti, ki so bili zdaj velika sila, potem ko so premagali Grke iz Tarentuma (sodobni Taranto), so zasedli Neapolis, da bi si poskušali zagotoviti zvestobo. Neapolis se je pritožil v Rim, ki je poslal vojsko in izgnal Samnite iz Neapolisa.

### Apija Klavdija začetek del
Leta 312 pred našim štetjem je Apij Klavdij Slepi postal cenzor v Rimu. Bil je iz rodu Klavdijcev, ki so bili patriciji, in so izvirali iz Sabincev, sprejetih v zgodnjo rimsko državo. Ime je dobil po ustanovnem predniku rodu, Apiju Klavdiju (Attus Clausus v Sabine). Bil je populist, torej zagovornik navadnih ljudi. Človek notranje pronicljivosti, v letih uspeha naj bi izgubil zunanji vid in tako dobil ime caecus – slepi.
Ne da bi čakal, da mu senat pove, kaj naj stori, je Apij Klavdij začel drzna javna dela za reševanje problema oskrbe. Akvadukt (Aqua Appia) je zagotavljal oskrbo mesta Rim z vodo. Daleč najbolj znan projekt je bila cesta, ki je potekala čez Pontijsko barje do obale severozahodno od Neaplja, kjer je zavila proti severu do Capue. Na njem je bilo mogoče prepeljati poljubno število svežih vojakov na prizorišče operacij, zaloge pa množično prestavljati v rimska oporišča brez ovir s strani sovražnika ali terena. Ni presenetljivo, da je Apij Klavdij po svojem cenzorskem mandatu dvakrat postal konzul, pozneje je opravljal druge funkcije in bil tudi v poznejših letih ugleden državni svetovalec.

### Uspeh ceste
Cesta je dosegla svoj namen. Izid druge samnitske vojne je bil nazadnje ugoden za Rim. V seriji udarcev so Rimljani obrnili svojo srečo in pripeljali Etrurijo za mizo leta 311 pred našim štetjem, v samem letu upora, in Samnium leta 304 pr. n. št. Cesta je bila glavni dejavnik, ki jim je omogočil dovolj hitro koncentracijo svojih sil in njihovo ustrezno oskrbo, nato pa so postali močan nasprotnik.

## Gradnja
Glavni del Apijeve ceste so začeli in končali leta 312 pr. n. št.
Cesta se je začela kot izravnana makadamska cesta, po kateri so bili v malto položeni drobni kamenčki. Na to je bil položen gramoz, ki je bil končno prekrit s tesno prilegajočimi se, prepletenimi kamni, ki so zagotovili ravno površino. Zgodovinar Prokopij je dejal, da se kamni tako varno in tesno prilegajo skupaj, da se zdi, da so zrasli, ne pa da bi bili združeni. Cesta je bila na sredini nagnjena (za odtok vode) in je imela na obeh straneh ceste jarke, ki so bili zaščiteni z podpornimi zidovi.

### Med Rimom in jezerom Albano
Cesta se je začela na Forumu Romanumu, šla skozi Servijev zid pri Porta Capena, šla skozi usek v clivus Martis in zapustila mesto. Za ta odsek ceste so graditelji uporabili Via Latina. Zgradba Avrelijanovega zidu stoletja pozneje je zahtevala postavitev drugih vrat, Porta Appia (danes Porta San Sebastiano). Zunaj Rima je šla nova Via Appia skozi dobro ohranjena predmestja ob Via Norba, starodavni poti do hribovja Alban (Colli Albani), kjer je bilo mesto Norba. Cesta je bila takrat via glarea, makadamska cesta. Rimljani so zgradili visokokakovostno cesto s plastmi cementiranega kamna nad plastjo drobnih kamnov, z drenažnimi jarki na obeh straneh, nizkimi podpornimi zidovi na potopljenih delih in prašnimi potmi za pešce ob straneh. Via Appia naj bi bila prva rimska cesta, kjer so uporabili apneni cement. Materiali so bili vulkanske kamnine. Površina naj bi bila tako gladka, da ni bilo mogoče razločiti stikov. Rimski del še vedno obstaja in je obložen s spomeniki vseh obdobij, čeprav je cement iz fug razpadel in pustil zelo hrapavo površino.

### Preko barja
Cesta se hribovju Alban ne izogne, ampak gre naravnost skozi useke in nasipe. Nagibi so strmi. Nato vstopi v nekdanje Pontijsko barje. Kamnit nasip dolg približno 31 kilometrov je vodil čez stoječe in smrdeče tolmune, ki so jih od morja blokirale peščene sipine. Apij Klavdij je nameraval izsušiti močvirje, pri čemer se je lotil prejšnjih poskusov, vendar mu ni uspelo. Nasip in mostove so nato morali nenehno popravljati. Nihče ni užival v prečkanju močvirja. Leta 162 pred našim štetjem je Mark Kornelij Kateg dal zgraditi kanal ob cesti, da bi razbremenil promet in zagotovil alternativo, ko so cesto popravljali. Rimljani so raje uporabljali kanal.

### Vzdolž obale
Via Appia je pobrala obalno cesto pri Tarracini (sodobni Terracina). Vendar so jo Rimljani nekoliko zravnali z useki, ki danes tvorijo klife. Od tam je cesta zavila proti severu do Capue, kjer se je zaenkrat končala. Potek je bil Ariccia (Ariccia),  Tres Tabernae, Forum Appii, Tarracina, Fundi (Fondi), Formiae (Formia), Minturnae (Minturno), Suessa, Casilinum in Capua, vendar so bile nekatere od njih kolonije, dodane po samnitskih vojnah. Razdalja je bila 212 kilometrov. Prvotna cesta ni imela miljnikov, saj še niso bili v uporabi. Nekaj jih je preživelo iz poznejših časov, vključno s prvim miljnikom blizu Porta Appia.

### Podaljšanje do Beneventum
Tretja samnitska vojna (298–290 pr. n. št.) je morda napačno poimenovana. To je bil popoln poskus vseh sosedov Rima: Italcev, Etruščanov in Galcev, da bi preverili moč Rima. Samniti so bili vodilni ljudje zarote. Rim je severnjakom zadal hud udarec v bitki pri Sentinumu v Umbriji leta 295 pr. n. št.. Samniti so se borili naprej sami. Rim je zdaj postavil 13 kolonij v Kampaniji in Samniju. Verjetno so v tem času podaljšali Via Appia 35 milj onkraj Capue mimo razcepov Caudine do kraja, ki so ga Samniti imenovali Maloenton, "prehod jat". V načrt ceste so dodani Calatia, Caudium in Beneventum (še ni tako imenovan). Tu se je končala tudi Via Latina.

### Podaljšanje do Apulije in Kalabrije
Do leta 290 pred našim štetjem se je suverenost Samnitov končala. Peta Italije je bila odprta Rimljanom. Datumi so nekoliko negotovi in viri se precej razlikujejo, vendar se zdi, da so Rimljani med tretjo samnitsko vojno podaljšali cesto do Venusie (Venosa), kjer so postavili kolonijo z 20.000 možmi. Potem so bili v Tarentu.
Rimska ekspanzija je vznemirila Tarentum, vodilno mesto grške prisotnosti (Magna Graecia) v južni Italiji. V sosednji Grčiji so najeli plačanca, kralja Pira iz Epira, da bi se v njihovem imenu boril proti Rimljanom. Leta 280 pred našim štetjem so Rimljani v bitki pri Herakleji na obali zahodno od Tarenta doživeli poraz od Pira. Bitka je bila draga za obe strani, zaradi česar je Pir pripomnil: »Še ena taka zmaga in sem izgubljen«. Po najboljših močeh se je rimska vojska obrnila na grški Regium (Reggio Calabria) in tam izvedla poboj Pirovih partizanov.
Namesto da bi jih zasledoval, je Pir šel naravnost v Rim po Via Appia in nato Via Latina. Vedel je, da bi lahko bil ujet v močvirju, če bo nadaljeval po Via Appia. Previden pred takšnim ujetjem tudi na Via Latina, se je umaknil brez boja, potem ko je naletel na nasprotovanje pri Anagniju. Prezimoval je v Kampaniji in se leta 279 pred našim štetjem umaknil v Apulijo, kjer je v bitki pri Askulu, ko so ga zasledovali Rimljani, dosegel drugo drago zmago. Ko se je umaknil iz Apulije v sicilski premor, se je vrnil v Apulijo leta 275 pred našim štetjem in krenil proti Kampaniji navzgor po rimski cesti.
Po tej isti cesti so Rimljani uspešno branili regijo pred Pirom in ubili njegovo vojsko v dvodnevnem boju v bitki pri Beneventumu leta 275 pr. n. št. Zaradi tega so Rimljani mesto iz "Maleventum" ("mesto slabih dogodkov") preimenovali v Beneventum ("mesto dobrih dogodkov"). Pir se je umaknil v Grčijo, kjer je umrl v uličnem boju v Argosu leta 272 pr. n. št. Taranto je istega leta padel v roke Rimljanom, ki so začeli utrjevati svojo oblast nad vso Italijo. 
Rimljani so Via Appia potisnili v pristanišče Brundisium leta 264 pr. n. št. Potek iz Beneventuma je bil zdaj Venusia, Silvium, Tarentum, Uria in Brundisium. Rimska republika je zaenkrat vladala Italiji. Apij Klavdij je umrl leta 273 pr. n. št., a pri večkratnem podaljšanju ceste nihče ni poskušal nanjo prestaviti njegovega imena.
- Apijeva cesta v Rimu
- Prenovljena Apijeva cesta
- Apijeva cesta
- Apijeva cesta

#### Ponovno odkritje
Pot Apijeve ceste čez današnji pokrajini Lazij in Kampanja je bila vedno dobro znana, medtem ko natančna lega dela v Apuliji (izvirni, ne Trajanov dodatek), ni bila znana, saj ni bilo vidnih ostankov Apijeve ceste v tej regiji.
Profesor starorimske topografije Giuseppe Lugli je v prvi polovici 20. stoletja s takrat inovativno tehniko fotogrametrije uspel odkriti, kakšen je verjeten potek Apijeve ceste od kraja Gravina in Puglia (Silvium) do Taranta. Ko je analiziral aerofotogrametrične posnetke območja, je Lugli opazil cesto (ital. tratturo) z imenom la Tarantina, na katere smer je še vedno močno vplivala centuriacija; to je bila po Lugliju pot Apijeve ceste. Ta cesta, kot tudi del, ki je v današnji regiji Apuliji, je bila v uporabi še v srednjem veku. Nadaljnji dokaz za Luglijevo predlagano cesto je prisotnost številnih arheoloških ostankov na tem območju, med njimi starodavno naselje Jesce.
S proučevanjem razdalj, navedenih v Antoninovem itinerariju, je Lugli označil tudi postaji Apijeve ceste Blera in Sublupatia (ki se pojavlja tudi na Tabula Peutingeriana) oziroma območji Murgia Catena in Taverna (med masseria (posestna kmečka hiša) S. Filippo in masseria S Pietro). Vendar je toponim Murgia Catena definiral preveliko območje, tako da ni omogočal jasne lokalizacije postaje Apijeve ceste. Nedavno je Luciano Piepoli na podlagi razdalj, navedenih v Antoninovem itenerariju in nedavnih arheoloških najdb, predlagal, da bi Silvium moral biti Santo Staso, območje zelo blizu Gravine v Apuliji, Blera bi morala biti masseria Castello in Sublupatia bi morala biti masseria Caione.

### Trajanova razširitev
Cesar Trajan je zgradil Via Traiana, podaljšek Via Appia iz Beneventuma, ki je dosegel Brundisium preko Canusiuma (Canosa di Puglia) in Bariuma (Bari) in ne preko Tarentuma. Tega je obeležil slavolok v Beneventumu.
Potniki so lahko prečkali Jadransko morje skozi Otrantska vrata proti Albaniji tako, da bi pristali v današnjem Draču po Via Egnatia ali blizu starodavnega mesta Apollonia in nadaljevali proti današnji Rrogozhinë v osrednji Albaniji.

## Pomembni zgodovinski dogodki ob cesti

### Križanje Spartakove vojske
Leta 73 pr. n. št. se je proti Rimljanom začel upor sužnjev (znan kot tretja suženjska vojna) pod vodstvom bivšega gladiatorja Capue Spartaka. Suženj je bila približno vsaka tretja oseba v Italiji.
Spartak je v spopadu, ki je trajal več kot dve leti, premagal številne rimske vojske. Medtem ko je poskušal pobegniti iz Italije pri Brundisiumu, je nehote premaknil svoje sile v zgodovinsko past pri Apuliji v Kalabriji. Rimljani so dobro poznali regijo. Legije so pripeljali domov iz tujine in Spartak je bil ujet med vojske. Vojsko nekdanjih sužnjev je pri reki Siler premagal Mark Licinij Kras. Pompejevi vojaki so ujeli in pobili več tisoč upornikov, ki so pobegnili iz bitke, Kras pa jih je zajel še nekaj tisoč. Rimljani so presodili, da so sužnji izgubili pravico do življenja. Leta 71 pred našim štetjem je bilo 6000 sužnjev križanih vzdolž 200 kilometrov Via Appia od Rima do Capue.

### Bitka za Anzio v drugi svetovni vojni
Leta 1943, med drugo svetovno vojno, so zavezniki padli v isto past, ki se ji je Pir izognil, ko se je izognil Pontijskemu barju. Močvirje je ostalo kljub številnim prizadevanjem, da bi ga izsušili, dokler inženirjem, ki so delali za Benita Mussolinija, končno ni uspelo. (Kljub temu so bila polja vse do pojava DDT v 1950-ih okužena z malaričnimi komarji.)
V upanju, da bodo prekinili zastoj pri Monte Cassinu, so se zavezniki izkrcali na obali Italije pri Nettunu, starodavnem Antiju, ki je bil na pol ceste med Ostio in Terracino. Ugotovili so, da je kraj nezaščiten. Nameravali so se premakniti po liniji Via Appia, da bi zavzeli Rim in obšli Monte Cassino, vendar tega niso storili dovolj hitro. Nemci so zasedli gore Laziali in Lepini ob cesti stare Via Latine, s katere so stresali granate na Anzio. Čeprav so se zavezniki razširili v celotno regijo, se niso uveljavili. Nemci so protinapadli po via Appii z hribovja Alban v fronti široki štiri milje, vendar niso mogli ponovno zavzeti Anzia. Bitka je trajala štiri mesece, ena stran je bila oskrbovana po morju, druga po kopnem preko Rima. Maja 1944 so se zavezniki prebili iz Anzija in zavzeli Rim. Nemške sile so pobegnile severno od Firenc.

### Poletne olimpijske igre 1960
Za poletne olimpijske igre 1960 je služila kot del moške maratonske proge, ki jo je zmagal Abebe Bikila iz Etiopije.

## Znamenitosti

### Via Appia antica
Po padcu Zahodnega rimskega cesarstva ceste niso več  uporabljali. Papež Pij VI. je ukazal njegovo obnovo. Nova Apijeva cesta je bila zgrajena vzporedno s staro leta 1784 do regije gorovja Alban. Via Appia Nuova (Nova Apijeva cesta) je v nasprotju s starim odsekom, zdaj znanim kot Via Appia Antica. Stara Apijeva cesta blizu Rima je zdaj brezplačna turistična atrakcija. Za rimsko tisočletje in veliki jubilej leta 2000 so jo obsežno obnovili. Prvih 5 kilometrov še vedno močno uporabljajo avtomobili in avtobusi, vendar je od takrat naprej promet zelo lahek in ruševine je mogoče relativno varno raziskati peš. Cerkev Domine Quo Vadis je na drugi milji ceste. Ob ali blizu Rimu najbližjega dela ceste so tri katakombe rimskega in zgodnjekrščanskega izvora ter ene judovskega izvora.
Gradnja rimske obvoznice, Grande Raccordo Anulare ali GRA, leta 1951 je povzročila, da so Apijevo cesto prepolovili. Novejše izboljšave GRA so to popravile z gradnjo predora pod njo, tako da je zdaj mogoče peš slediti Apiji približno 16 km od njenega začetka blizu Karakalovih term.
Ohranjenih je veliko delov prvotne ceste izven rimske okolice, nekatere pa zdaj uporabljajo avtomobili (na primer na območju Velletrija). Cesta navdihuje zadnji stavek Pini di Roma Ottorina Respighija. Do danes je Via Appia najdaljši odsek ravne ceste v Evropi, skupaj 62 km.

### Spomeniki vzdolž Via Appia

#### 1. do 4. miljnika
- Porta Appia (Porta San Sebastiano), vrata Avrelijanovega zidu
- Cerkev Domine Quo Vadis
- Priscilina grobnica
- Kalikstove katakombe
- Hipogej Vibije
- San Sebastiano fuori le mura
- Katakombe sv. Sebastijana
- Židovske katakombe Vigna Randanini
- Maksencijev cirkus
- Grobnica Caecilie Metelle, hčere Kvinta Cecilija Metela Kretika, konzula leta 69 pr. n. št.
- Rimske terme Capo di Bove
- Grobnica Hilarja Fusca

#### 5. miljnik
- Mavzolej Horacijev in Curiatijev
- Villa dei Quintili z nimfejem, gledališčem in kopelmi
- Mavzolej Casal Rotondo

#### 6. miljnik in dalje
- Minucia grobnica
- Torre Selce
- Herkulov tempelj
- Berrettia di Prete (grobnica in kasneje cerkev)
- Galienov mavzolej
- Tres Tabernae
- Vila Publija Klodija Pulcherja (v vili Santa Caterina, v lasti Papeškega severnoameriškega kolidža), 14. milja
- Pompejeva vila

#### Rimski mostovi
Ob cesti so ostanki več rimskih mostov, vključno s Ponte di Tre Ponti, Ponte di Vigna Capoccio, Viadotta di Valle Ariccia, Ponte Alto in Ponte Antico.